# André Hallier
Pour les articles homonymes, voir Hallier.
André Hallier, né à Versailles le 9 janvier 1892 et mort à Paris le 5 avril 1988, est un général de brigade et attaché militaire français en Hongrie. C'est le père de l'écrivain Jean-Edern Hallier (1936-1997).

## Biographie
André Hallier est le fils d'Eugène Henri Hallier qui appartenait à la 71e promotion de Saint-Cyr 1886-88, (1866-1956), général de division, commandant la mission militaire française à Vienne, en 1919. Il fait partie de la 97e promotion de Saint-Cyr, dite de Montmirail (1912-14).
Héros de la Première Guerre mondiale, André Hallier sera par la suite affecté à l'État major de l'armée tchécoslovaque, puis à la Commission de contrôle Interalliée chargée de l'exécution du Traité de Trianon. En 1942-45, il est attaché militaire en Hongrie et œuvre en faveur des évadés français,. Il est l'auteur, après sa retraite, d'un roman sur le château de La Boissière, propriété familiale à Edern.
André Hallier épouse en 1934 Marguerite Leleu (1903-1984). Le couple a deux fils, Jean-Edern et Laurent Hallier. Il est le grand-père de l'écrivaine Béatrice Szapiro (née le 3 juin 1958), par ailleurs petite-fille de Béatrix Beck (1914-2008).
Il a écrit un livre : Corneilles de Cornouaille ou les Souvenirs de Joseph Garnilis 1901-1978, qui, préfacé par ses deux fils Laurent et Jean-Edern Hallier, a été publié aux Nouvelles éditions Baudinière en 1978 qui raconte notamment la vie de saint Edern.